# Saló del Manga de Barcelona de 2020
La celebració del Saló del Manga de Barcelona de 2020 o 26è Manga de Barcelona estava previst que tingués lloc del 30 d'octubre a l'1 de novembre de 2020 als pavellons de la Fira de Barcelona. No obstant això, les mesures sanitàries adoptades per frenar la pandèmia del covid-19 ho van impedir.
L'edició virtual organitzada per Ficomic el mes d'octubre va atraure 35.000 visitants online.

## Manga on Demand
En ple confinamet, la direcció de Ficomic va presentar el canal online "Manga On Demand", emès des de YouTube. El nou canal es va concebre com un complement al festival, la celebració del qual estava previst pel novembre, i la seva creació venia impulsada per l'èxit de l'altre canal que Ficomic ja havia llançat al maig com a alternativa a la celebració del 38 Comic Barcelona, també anul·lat a causa de la pandèmia del covid-19.
El canal tenia per objectiu mantenir l'essència del festival Manga Barcelona i va oferir xerrades amb autors, tallers de cuina japonesa i diversos concursos. Gran part de les sessions foren moderades pel divulgador de cultura japonesa Oriol Estrada.

### Programa (selecció)
| Data                 | Acte |
| -------------------- | --- |
| Dimarts 5 de maig    | Concurs "Cosplay at Home" |
| Dimecres 6 de maig   | Emissió de "videomaton", video commemoraratiu el 25è aniversari de Manga Barcelona (2019)                                                                          |
| Dijous 7 de maig     | Xerrada sobre la portada número quatre de Planeta Manga. Moderació: Oriol Estrada Participants: Santi Casas, Luis Montes, Ana Oncina i Laia López, entre d'altres. |
| Dimarts 12 de maig   | Concurs Otaquiz |
| Dijous 14 de maig    | "El meu Japó favorit", secció amb convidats especials del món del manga, inaugurarada amb Ken Niimura.                                                             |
| Divendres 15 de maig | Classes de cuina japonesa. |
| Dimarts 19 de maig   | "El meu Manga Favorit", secció amb autors i divulgadors otakus, inaugurada amb el youtuber Bamf.                                                                   |
| Dimarts 26 de maig   | "El meu anime favorit", amb la il·lustradora Judit Mallol. |
| Dijous 28 de maig    | La història de "World Cosplay Summit" a Manga Barcelona, amb Nezumi Cosplay.                                                                                       |

## Manga Limited Edition
A l'octubre Ficomic va comunicar que Manga Barcelona no es podia celebrar a causa de la pandèmia. Com a alternativa, la direcció va informar que el canal "Manga on Demand" fou la base per a celebrar una edició en línia de l'habitual Saló del Manga.
La 26a edició de Manga Barcelona es va reanomenar a Manga Limited Edition, una versió gratuïta i exclusivament en línia, a causa de la impossibilitat de celebrar el clàssic format presencial a Fira de Barcelona per culpa de la pandèmia de la covid-19.

## Palmarès

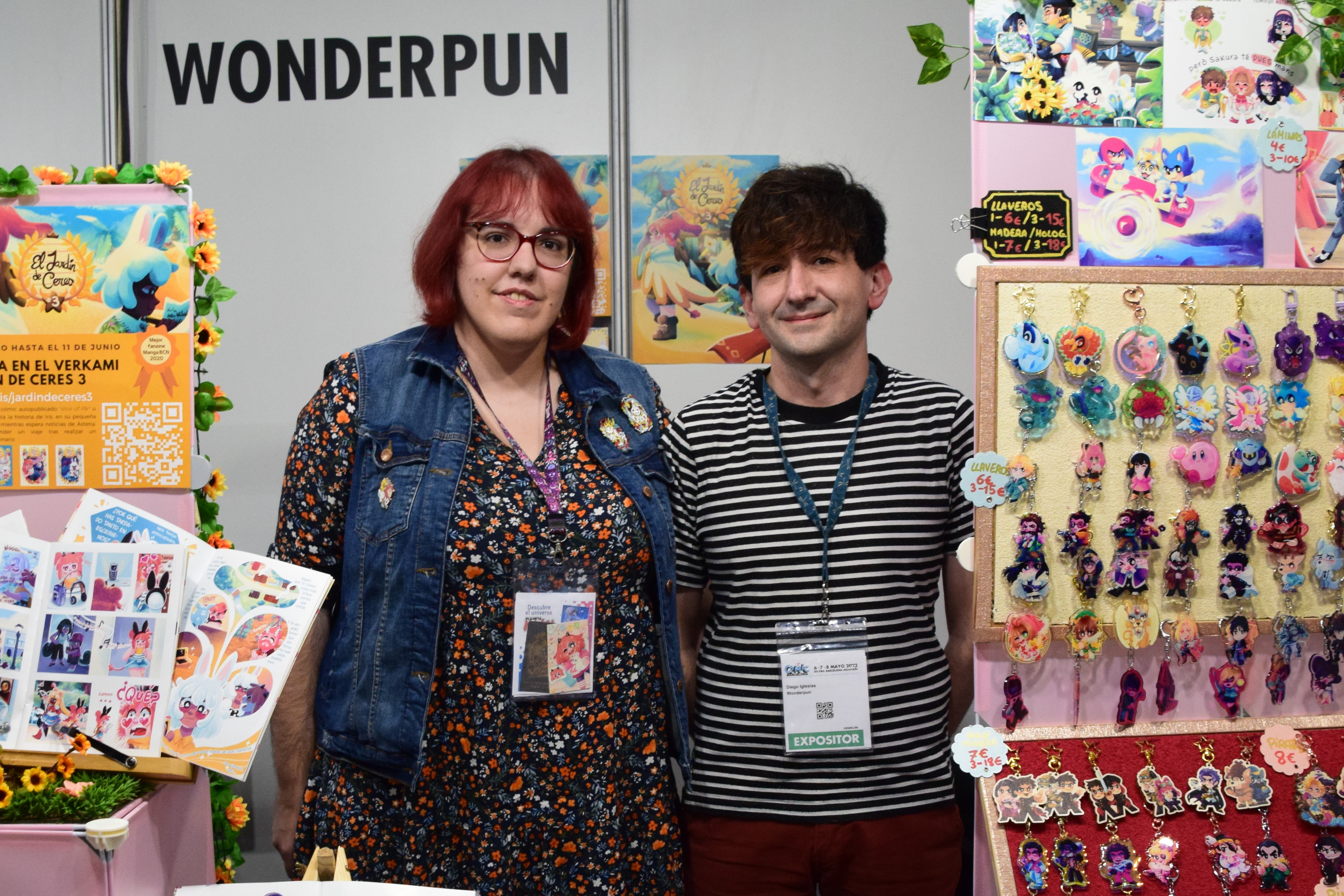
El duo Wonderpun, guanyador del premi al millor fanzine (40 Comic Barcelona, 2022).

### Apartat manga

#### Millor shonen
| Títol                                                    | Autor/s                            | Editorial |
| -------------------------------------------------------- | ---------------------------------- | --------- |
| Final Fantasy: Lost Stranger                             | Hazuki Minase, Itsuki Kameya       | Norma     |
| Super Dragon Ball Heroes: Missió al món demoníac obscur! | Akira Toriyama, Yoshitaka Nagayama | Planeta   |
| Samurai 8 - La leyenda de Hachimaru                      | Masashi Kishimoto, Akira Okubo     | Planeta   |

#### Millor shojo
| Títol                                          | Autor/s         | Editorial          |
| ---------------------------------------------- | --------------- | ------------------ |
| La Rosa de Versalles                           | Riyoko Ikeda    | ECC                |
| Réquiem por el rey de la rosa                  | Aya Kanno       | Tomodomo Ediciones |
| Yona, Princesa del Amanecer (Akatsuki no Yona) | Mizuho Kusanagi | Norma              |

#### Millor seinen
Premi al millor manga de gènere seinen.
| Títol              | Autor                                        | Editorial           |
| ------------------ | -------------------------------------------- | ------------------- |
| Knights of Sidonia | Tsutomu Nihei                                | Panini              |
| El temps amb tu    | Makoto Shinkai, Wataru Kubota                | Milky Way Ediciones |
| Goblin Slayer!     | Kousuke Kurose, Kumo Kagyu, Noboru Kannatuki | Editorial Ivrea     |

#### Millor josei
| Títol                                | Autor           | Editorial           |
| ------------------------------------ | --------------- | ------------------- |
| Qué difícil es el amor para un otaku | Fujita          | ECC                 |
| Mi Giovanni                          | Hozumi          | Milky Way Ediciones |
| Si te pudiera decir «Gracias»        | Yukari Takinami | Ponent Mon          |

#### Millor kodomo
| Títol                                               | Autor                              | Editorial     |
| --------------------------------------------------- | ---------------------------------- | ------------- |
| Pokémon                                             | Hidenori Kusaka i Satoshi Yamamoto | Norma         |
| Doraemon - Anime Cómic - Doraemon y los siete magos | Fujiko F. Fujio, Shin-Ei Animation | Planeta Cómic |
| Super Mario Aventuras                               | Yukio Sawada                       | Planeta Cómic |

#### Millor manga d'autor espanyol
| Títol                 | Autor                        | Editorial             |
| --------------------- | ---------------------------- | --------------------- |
| Urara                 | Ran, Kurohaine               | Letrablanka Editorial |
| Wing                  | Senshiro                     | Planeta               |
| La Historia del Manga | Marc Bernabé, Marian Company | Planeta               |

#### Millor light novel
| Títol                               | Autor/a                            | Editorial       |
| ----------------------------------- | ---------------------------------- | --------------- |
| Candy Candy, la historia definitiva | Keiko Nagita                       | Arechi Manga    |
| Goblin Slayer!                      | Kumo Kagyu                         | Editorial Ivrea |
| Dragon Ball Super – Broly           | Akira Toriyama, Masatoshi Kusakabe | Planeta         |

#### Millor fanzine
| Títol              | Autor/s                                    |
| ------------------ | ------------------------------------------ |
| El Jardín de Ceres | Wonderpun (Paula González, Diego Iglesias) |
| Transition 2       | Ariko                                      |
| One-shot JAM       | Diversos autors                            |

### Apartat anime

#### Millor sèrie d'anime
| Títol                                                 | Direcció         | Distribució     |
| ----------------------------------------------------- | ---------------- | --------------- |
| Beastars                                              | Shinichi Matsumi | Netflix         |
| Fire Force                                            |                  | Coalise Estudio |
| Re:ZERO-Starting Life in Another World-Director's Cut |                  | Crunchyroll     |

#### Millor pel·lícula d'anime
| Títol                                    | Direcció       | Distribució          |
| ---------------------------------------- | -------------- | -------------------- |
| El temps amb tu                          | Makoto Shinkai | Selecta Visión       |
| El detectiu Conan: El puny de safir blau |                | Divisa-Alfa Pictures |
| One Piece: Estampida                     |                | Selecta Vision       |

#### Millor live action
| Títol                              | Direcció      | Distribució       |
| ---------------------------------- | ------------- | ----------------- |
| Midnight Diner: Tokyo Stories      | Joji Matsuoka | Netflix           |
| City Hunter y el Perfume de Cupido |               | Selecta Visión    |
| Inuyashiki                         |               | Mediatres Estudio |

## Programa cultural

### Gastronomia del Japó
El programa de gastronomia del Japó, anomenat nihon ryōri, va estar format per demostracions de cuina, tasts, concursos, talles i tota mena d'activitats relacionades amb la cuina del Japó.
| Data                   | Hora           | Acte                                                                                      |
| ---------------------- | -------------- | ----------------------------------------------------------------------------------------- |
| Divendres 29 d'octubre | 11:00-11:30 h. | Kagami Biraki: Inauguració del barril de sake i brindis amb les autoritats                |
| Divendres 29 d'octubre | 11:30-12:30 h. | Taller: aprèn a cuinar korokke, curry japonès i arròs amb MUJI                            |
| Divendres 29 d'octubre | 13:00-14:00 h. | Tast de sake amb en Roger Ortuño de ‘‘comerJapones.com‘‘                                  |
| Divendres 29 d'octubre | 14:30-15:30 h. | Taller de sukiyaki amb MUJI                                                               |
| Divendres 29 d'octubre | 16:00-17:00 h. | Cotton cheesecake japonès amb l'Aya, Kiyomi i Mina d'Oyatsu Lab                           |
| Divendres 29 d'octubre | 17:30-18:30 h. | Taller: prepara el teu propi Tokyo ramen amb Don Ramen                                    |
| Divendres 29 d'octubre | 18:30-19:00 h. | Concurs Slurping Ramen I                                                                  |
| Dissabte 30 d'octubre  | 11:00-12:00 h. | Taller de ramen: Tantanmen amb Don Ramen                                                  |
| Dissabte 30 d'octubre  | 12:00-13:00 h. | Concurs Slurping Ramen II                                                                 |
| Dissabte 30 d'octubre  | 13:00-14:00 h. | Taller: aprèn a cuinar gyoza i sopa de miso amb MUJI                                      |
| Dissabte 30 d'octubre  | 14:30-15:30 h. | Taller de mochis amb l'Aya, Kiyomi i Mina d'Oyatsu Lab                                    |
| Dissabte 30 d'octubre  | 16:00-17:00 h. | Taller: aprèn a preparar tonkatsu, curri i arròs amb MUJI                                 |
| Dissabte 30 d'octubre  | 18:00-18:45 h. | Taller d'omusubi amb la Shizue Kusano de Musubiya                                         |
| Dissabte 30 d'octubre  | 18:45-19:05 h. | Concurs Ruleta Omusubi I                                                                  |
| Diumenge 31 d'octubre  | 10:00-11:00 h. | Gastronomia i festivals tradicionals al Japó amb el Consolat General del Japó a Barcelona |
| Diumenge 31 d'octubre  | 11:30-12:30 h. | Taller: sushi party amb Goril·la Sushi                                                    |
| Diumenge 31 d'octubre  | 13:00-14:30 h. | El sake de Kobe amb en Roger Ortuño i Kobe International Club Barcelona                   |
| Diumenge 31 d'octubre  | 15:00-16:00 h. | Taller: cuina el teu propi tonkotsu ramen amb Don Ramen                                   |
| Diumenge 31 d'octubre  | 16:00-16:30 h. | Concurs Slurping Ramen III                                                                |
| Diumenge 31 d'octubre  | 17:00-17:45 h. | Taller d'omusubi amb la Shizue Kusano de Musubiya                                         |
| Diumenge 31 d'octubre  | 17:45-18:05 h. | Concurs Ruleta Omusubi II                                                                 |
| Diumenge 31 d'octubre  | 18:30-19:30 h. | Taller de tapes japoneses: karaage, sunomono i okayu amb MUJI                             |
| Dilluns 1 de novembre  | 11:00-12:00 h. | Sushi de tonyina i xiitake batāyaki amb en Fernando Alvarez de Yūshū                      |
| Dilluns 1 de novembre  | 12:00-13:00 h. | Anguila i hamachi amb l'Albino Cisneros de ‘’SU.Cocina japonesa’’                         |
| Dilluns 1 de novembre  | 13:00-13:30 h. | Demostració de nigiris "a quatre mans"                                                    |
| Dilluns 1 de novembre  | 14:00-15:00 h. | Hakata Ramen "de Fukuoka a Barcelona" amb Kanada-ya                                       |
| Dilluns 1 de novembre  | 15:30-16:15 h. | Taller d'omusubi amb la Shizue Kusano de Musubiya                                         |
| Dilluns 1 de novembre  | 16:15-17:05 h. | Concurs Ruleta omusubi III                                                                |
| Dilluns 1 de novembre  | 17:35-18:35 h. | Yakisoba i okonomiyaki a l'estil d'Osaka amb Inu Café                                     |